# Pogoń Szczecin
Pogoń Szczecin (uitspraak: [ˈpɔgɔɲ ˈʂt͡ʂɛt͡ɕin], ong. pogonj sjtjetjien ["g" als in zakdoek]) is een Poolse voetbalclub uit de stad Szczecin. De club speelt van het seizoen 2012/13 weer in de hoogste divisie, de Ekstraklasa.

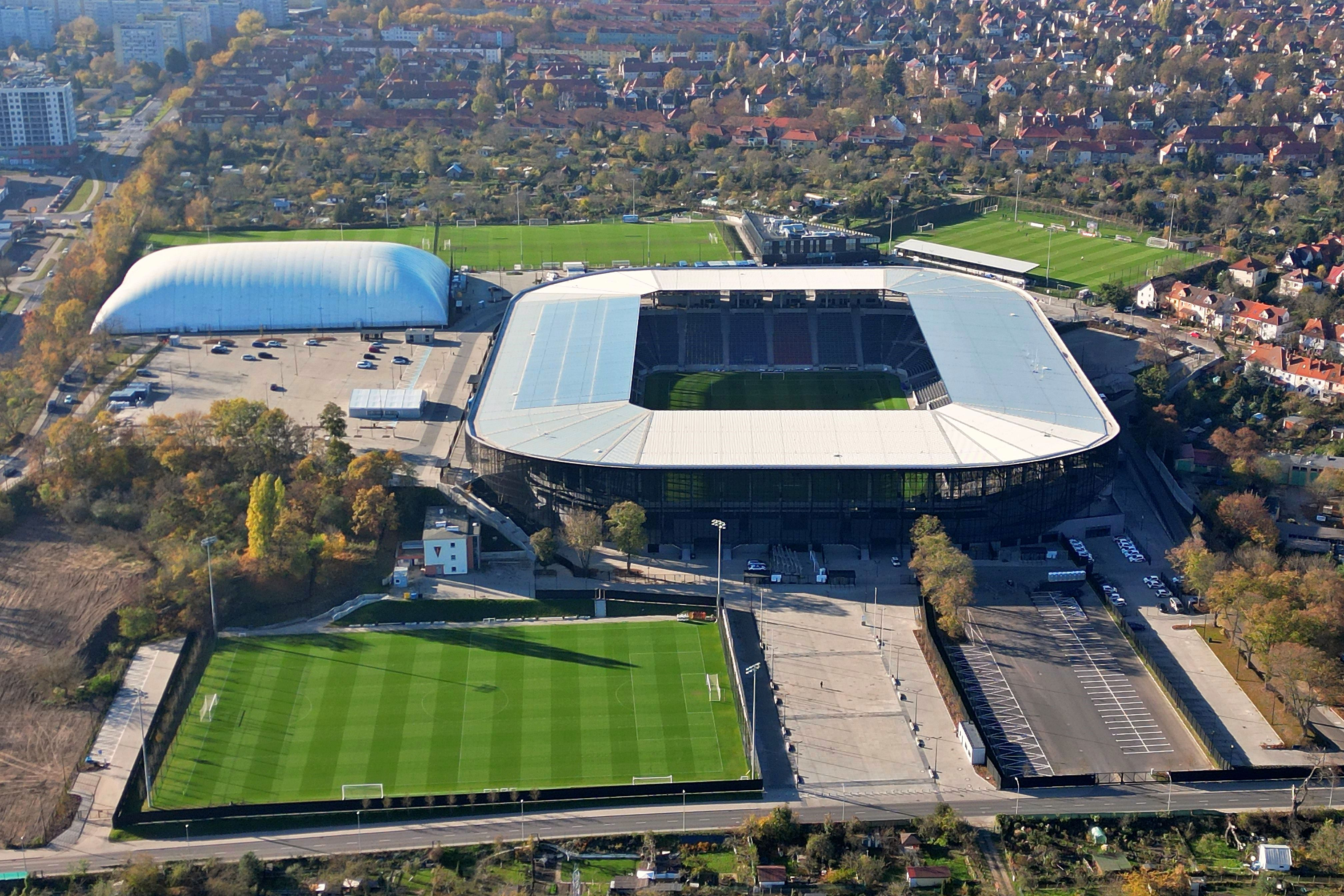
Florian Krygier Stadion

De clubkleuren zijn donkerblauw/bordeauxrood en zijn afkomstig van de legendarische club Pogoń Lwów, een club die in de jaren twintig vier landstitels behaalde. Toen Lwów een Sovjet-Russische stad was geworden, verhuisden enkele spelers naar Szczecin, dat herbevolkt moest worden nadat de oorspronkelijke Duitse bevolking gedwongen had moeten verhuizen. In 1959 speelde de club voor het eerst in de hoogste klasse. 
Pogoń Szczecin zorgde op 11 april 2006 voor een primeur door voor het eerst in de geschiedenis van het Poolse voetbal elf buitenlanders op te stellen. Naast de Slowaakse doelman Boris Peškovič stonden er tien Braziliaanse spelers in het veld. De wedstrijd tegen GKS Bełchatów werd echter wel met 2-0 verloren.
In 2007 werd de club vanuit de Ekstraklasa vanwege financiële problemen teruggezet naar het vierde niveau. Na twee opeenvolgende promoties speelde de club van 2009 tot 2012 in de I liga, het tweede niveau. In het seizoen 2011/12 werd weer promotie behaald en keerde de club terug op het hoogste niveau.

## Erelijst
- Beker van Polen

Finalist: 1981, 1982, 2010, 2024

## In Europa
Uitslagen vanuit gezichtspunt Pogoń Szczecin
| Seizoen | Competitie               | Ronde        | Land                          | Club              | Totaalscore | 1e W    | 2e W    | PUC |
| ------- | ------------------------ | ------------ | ----------------------------- | ----------------- | ----------- | ------- | ------- | --- |
| 1984/85 | UEFA Cup                 | 1R           | Vlag van Duitsland            | 1. FC Köln        | 1-3         | 1-2 (U) | 0-1 (T) | 0.0 |
| 1987/88 | UEFA Cup                 | 1R           | Vlag van Italië               | Hellas Verona     | 2-4         | 1-1 (T) | 1-3 (U) | 1.0 |
| 1995    | Intertoto Cup            | Groep 8      | Vlag van Frankrijk            | AS Cannes         | 1-2         | 1-2 (T) |         | 0.0 |
|         |                          | Groep 8      | Vlag van Roemenië             | Farul Constanta   | 1-2         | 1-2 (U) |         | 0.0 |
|         |                          | Groep 8      | Vlag van Wit-Rusland          | FK Dnepr Mahiljow | 3-3         | 3-3 (T) |         | 0.0 |
|         |                          | Groep 8 (5e) | Vlag van Servië en Montenegro | FK Becej          | 1-2         | 1-2 (U) |         | 0.0 |
| 2001/02 | UEFA Cup                 | 1R           | Vlag van IJsland              | Fylkir Reykjavik  | 2-3         | 1-2 (U) | 1-1 (T) | 0.5 |
| 2005    | Intertoto Cup            | 1R           | Vlag van Moldavië             | Tiligul Tiraspol  | 9-2         | 3-0 (U) | 6-2 (T) | 0.0 |
|         |                          | 2R           | Vlag van Tsjechië             | SK Sigma Olomouc  | 0-1         | 0-1 (U) | 0-0 (T) | 0.0 |
| 2021/22 | Europa Conference League | 2Q           | Vlag van Kroatië              | NK Osijek         | 0-1         | 0-0 (T) | 0-1 (U) | 0.5 |
| 2022/23 | Europa Conference League | 1Q           | Vlag van IJsland              | KR Reykjavík      | 4-2         | 4-1 (T) | 0-1 (U) | 1.5 |
|         |                          | 2Q           | Vlag van Denemarken           | Brøndby IF        | 1-5         | 1-1 (T) | 0-4 (U) | 1.5 |
| 2023/24 | Europa Conference League | 2Q           | Vlag van Noord-Ierland        | Linfield FC       | 8-4         | 5-2 (U) | 3-2 (T) | 3.0 |
|         |                          | 3Q           | Vlag van België               | KAA Gent          | 2-6         | 0-5 (U) | 2-1 (T) | 3.0 |

Totaal aantal punten voor UEFA coëfficiënten: 6.5

## Bekende (oud-)spelers

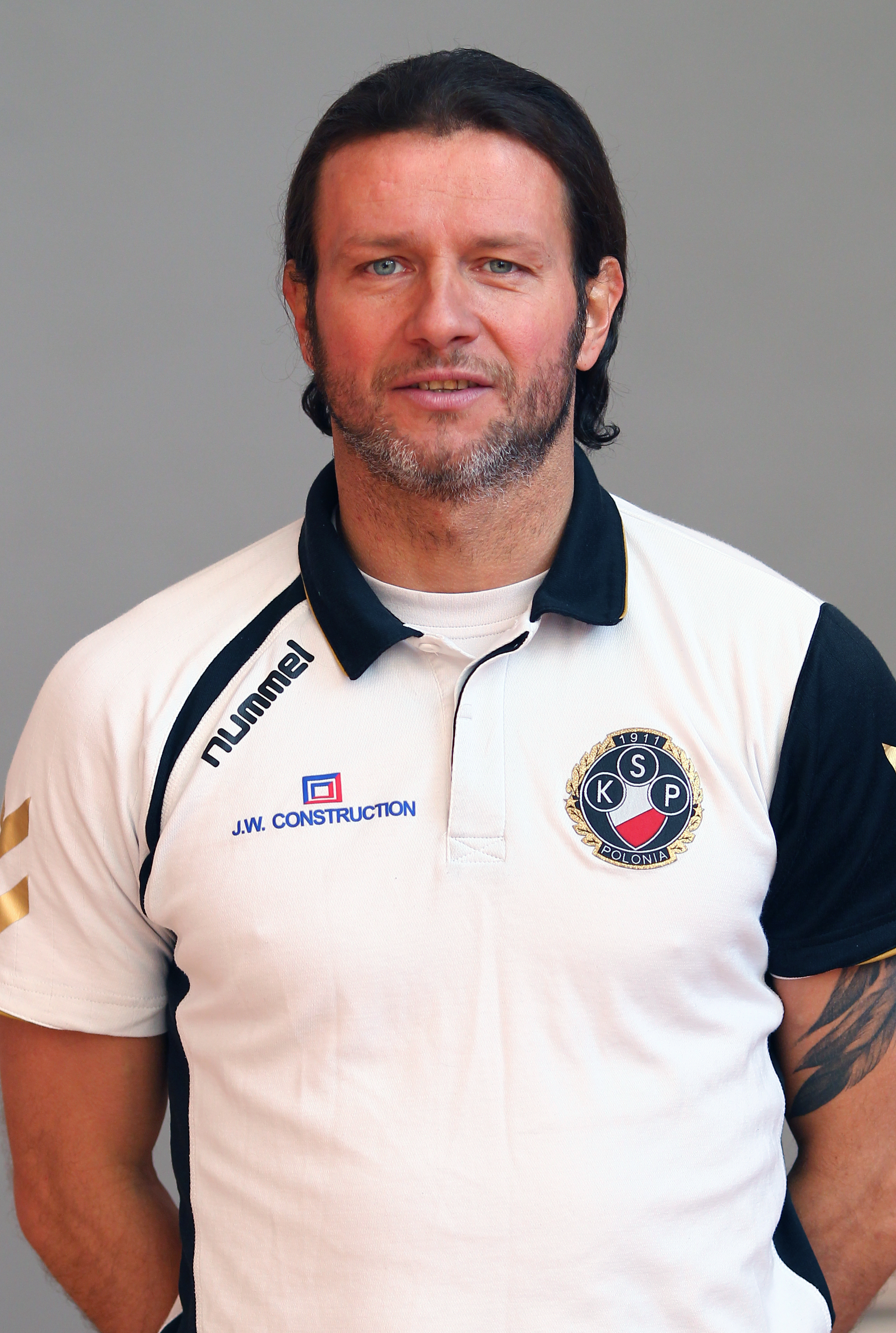
Radosław Majdan

- Admir Adžem
- Adam Buksa
- Francois Endene
- Kamil Grosicki
- Kacper Kostorz
- Kacper Kozłowski
- Michał Kucharczyk
- Rafał Kurzawa
- Mikołaj Lebedyński
- Bartosz Ława
- Radosław Majdan
- Marek Ostrowski
- Dušan Perniš
- Jerzy Podbrożny
- Oleg Salenko
- Sebastian Walukiewicz